# Grote brandnetel

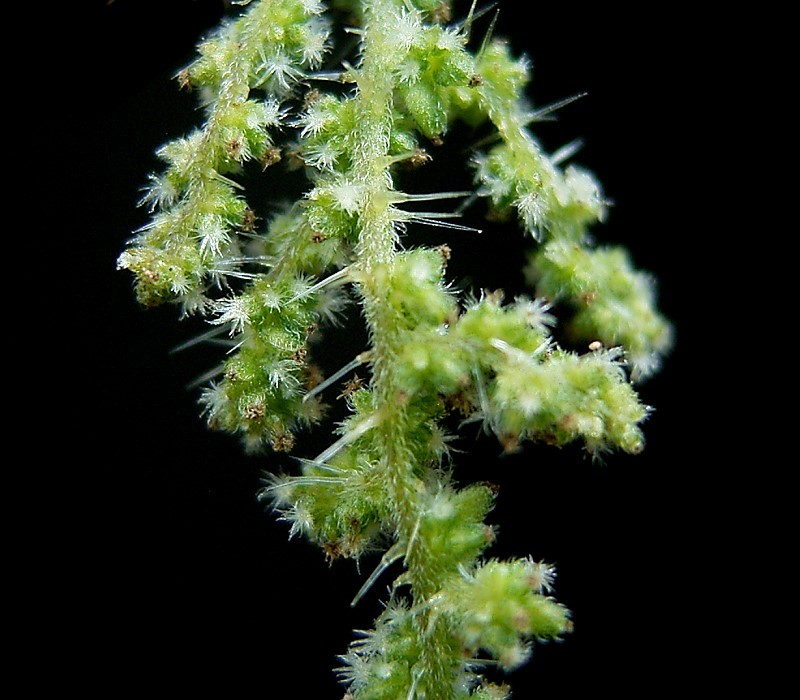
Vrouwelijke bloeiwijze

Grote brandnetel (Urtica dioica) is een plant uit de brandnetelfamilie (Urticaceae). Vanwege het zeer algemene voorkomen op eutrofe, ruderale plaatsen en de brandharen die bij aanraking een brandende jeuk op de huid kunnen veroorzaken, is dit een van de bekendste plantensoorten in West-Europa.

## Uiterlijk
De grote brandnetel is een vaste plant, die 30–250 cm hoog wordt. De bladeren hebben een gezaagde bladrand. De bladeren en de stengels hebben brandharen. De stengel is vierkantig en evenals de bladeren met brandharen bezet, op de plant komen zowel gewone haren als brandharen voor. De bloemen zijn klein en groenachtig met vier of vijf meeldraden. De bloei is van juni tot de herfst. De grote brandnetel heeft ronde, kruipende wortelstokken, rizomen. Deze wortelstokken hebben een gele kleur.
De planten zijn meestal tweehuizig, dat wil zeggen dat er afzonderlijke mannelijke en vrouwelijke planten zijn. De bloemen zijn een- of tweeslachtig, de vrucht is eenzadig. De grote brandnetel is een windbestuiver. De bloeiwijze van de mannelijke en de vrouwelijke plant verschillen van elkaar. De mannelijke planten hebben kortere zijtakken. De zijtakken van de vrouwelijke planten gaan na de bevruchting enigszins hangen. De stamper heeft één of twee stempels. Een verrassend verschijnsel is het plotseling openspringen van de mannelijke bloemen, waarbij de helmhokjes het stuifmeel in een wolk omhoog schieten.
De grote brandnetel is van de kleine brandnetel (Urtica urens) te onderscheiden aan de meestal grotere hoogte. De kleine brandnetel bereikt een lengte van maximaal 50 cm. De stoffen in de brandharen van de kleine brandnetel worden beschreven als de pijnlijkste van de twee soorten. Een ander onderscheid is dat de kleine brandnetel een penwortel heeft.

## Naam
De Nederlandse naam gaat terug op een proto-Germaans woord *nat-ilō-, verkleinwoord van *natō-. De grote brandnetel is kosmopolitisch en een cultuurvolger. In Oost-Vlaanderen en het oosten van West-Vlaanderen is tingel of tengel een veel gebruikt woord voor grote brandnetel in het dialect. Op andere plaatsen in West-Vlaanderen spreekt men van netel, nettel of nittel.

## Algemeen
De bovengrondse delen van grote brandnetel zijn rijk aan carotenen, vitamine C en ijzer. Ook komt vitamine D in de plant voor. Tot 20% aan kiezelzuur, kalium en nitraat kan in de plant voorkomen. Gedroogde grote brandnetels, liefst voor de bloei, zijn een goed voer voor geiten en konijnen, vanwege het hoge eiwitgehalte. Geiten eten de grote brandnetel ook graag vers. Zeer jonge planten, die nog geen brandharen hebben, kunnen vers aan konijnen gevoerd worden.

## Brandharen

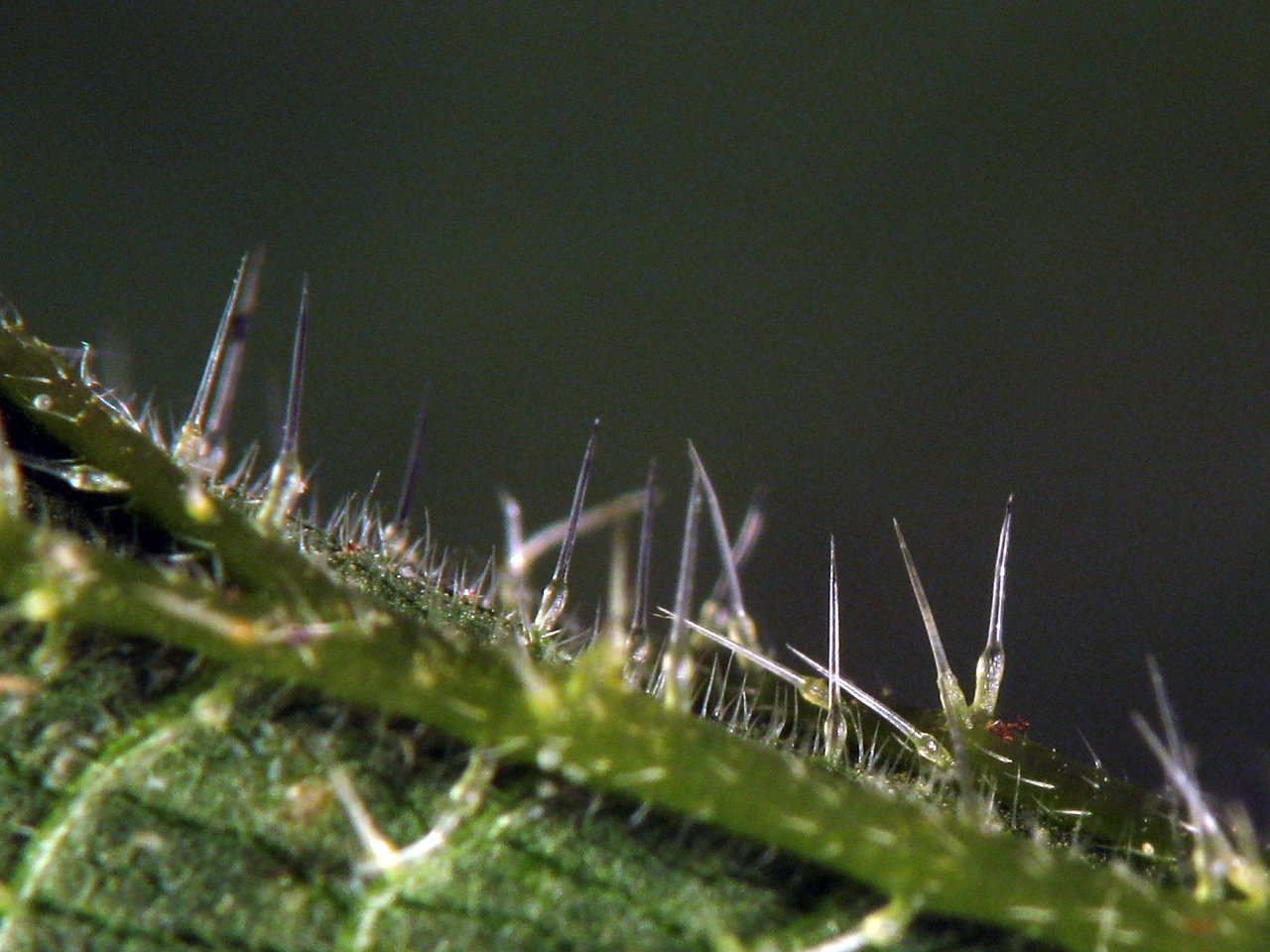
Brandharen

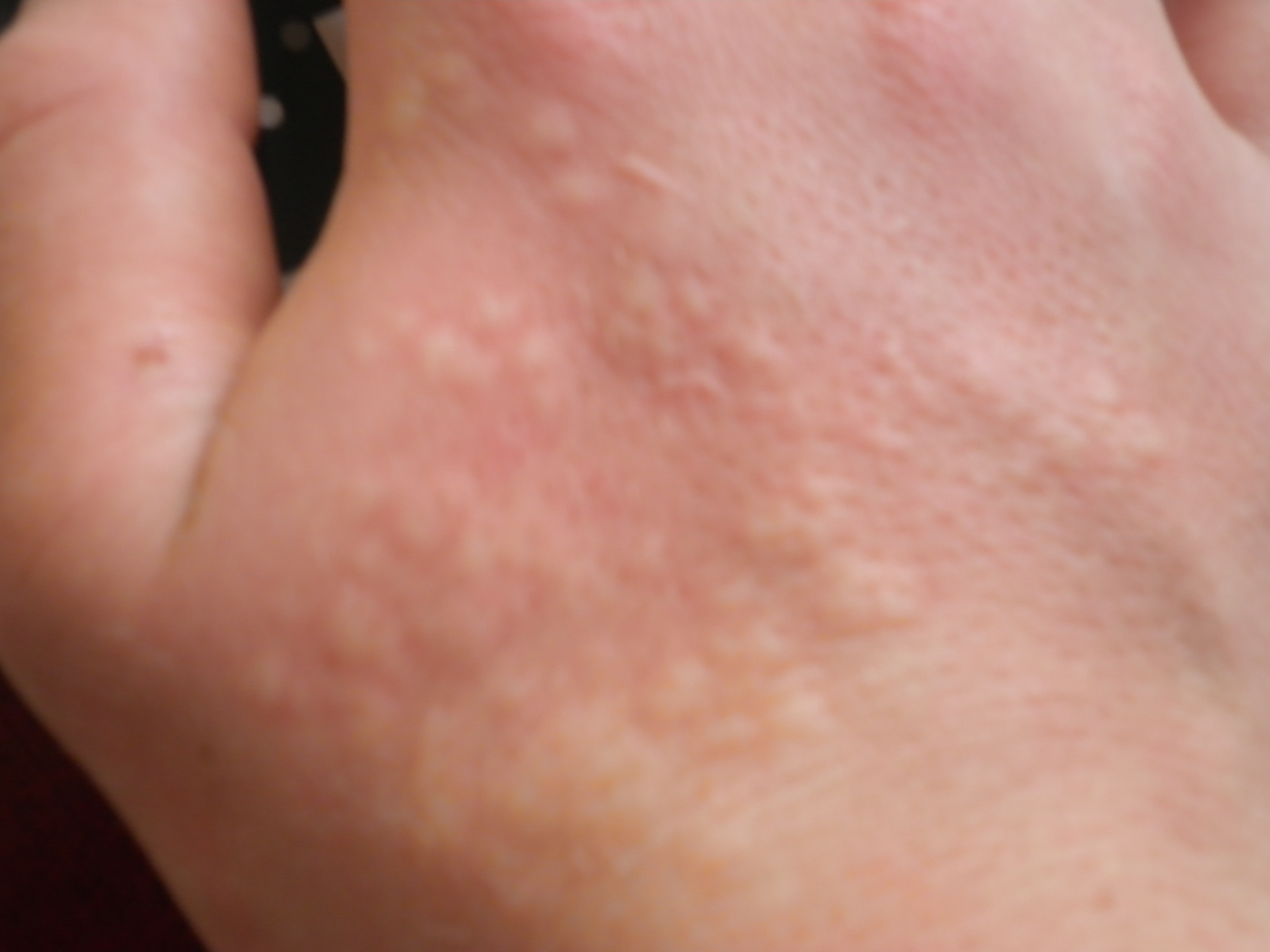
Netelblaren

De brandharen van de plant gaan prikken en jeuken bij aanraking door de mens. Aan de top van de knop van iedere brandhaar zit een weerhaakje dat bij aanraking in de huid vast komt te zitten. Daarbij breekt de knop van de brandhaar af en komt een mengsel van stoffen in de huid die de brandende en langdurig aanhoudende jeuk veroorzaken. Ook ontstaan op de huid lichtere, jeukende bultjes, die netelblaren worden genoemd.
Onderzoeken uit 1849, 1947 en 1969 toonden aan dat de brandharen acetylcholine, histamine, serotonine en mierenzuur bevatten. Laatstgenoemde stof zou de belangrijkste veroorzaker van de jeuk/prikken zijn. Onderzoek uit 2006 aan Urtica thunbergiana, een verwant van de grote brandnetel, toonde aan dat oxaalzuur en wijnsteenzuur waarschijnlijk de veroorzakers van de aanhoudende jeuk/prikken zijn. Van acetylcholine, histamine, serotonine kon niet overtuigend worden aangetoond dat zij een belangrijke bijdrage aan de jeukende/prikkende effecten leveren. Wat de histamine betreft is het zelfs onduidelijk of deze afkomstig is van de brandharen of uit de mestcellen in de huid.
Een brandnetelstengel vastpakken waarbij prikken voorkomen worden kan het beste met een licht opwaartse beweging, omdat de brandharen van de stengel iets naar boven wijzen. De brand van de kleine brandnetel is pijnlijker en meer stekend dan van de grote. Beide soorten hebben op de wortels geen brandharen en de bovenzijde van het blad bevat minder brandharen dan de onderzijde.

## Standplaats
De standplaats van de grote brandnetel bestaat uit stikstofrijke, humushoudende grond, vaak op halfbeschaduwde plaatsen. De grote brandnetel is vaak te vinden op ruderaal terrein, zoals afvalplaatsen en verlaten bouwplaatsen. De grote brandnetel is een indicatorsoort voor stikstof en verstoorde gronden, bijvoorbeeld ontwatering.

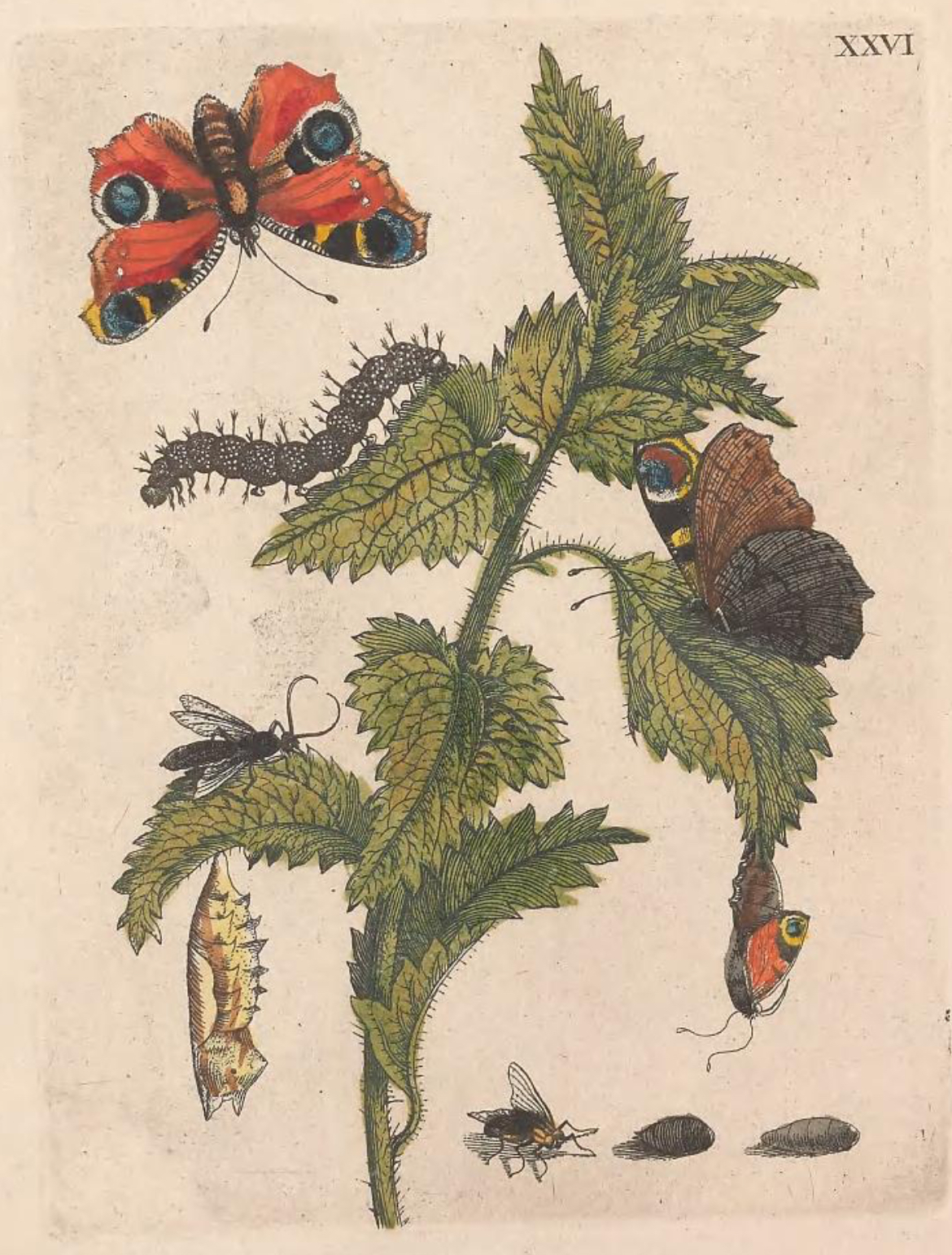

De grote brandnetel is waardplant van veel soorten vlinders: er komen ongeveer vijftig vlindersoorten op voor, waaronder atalanta, bonte brandnetelmot, brandnetelmotje en distelvlinder. De atalanta, dagpauwoog, kleine vos, gehakkelde aurelia, enkele uiltjes en het landkaartje leven alleen van de grote brandnetel. De rupsen van de kleine vos leven op de grote brandnetel.

### Syntaxonommie
Grote brandnetel geldt als zwakke kensoort voor de klasse van nitrofiele zomen (Galio-Urticetea).

## Gebruik

### Voeding

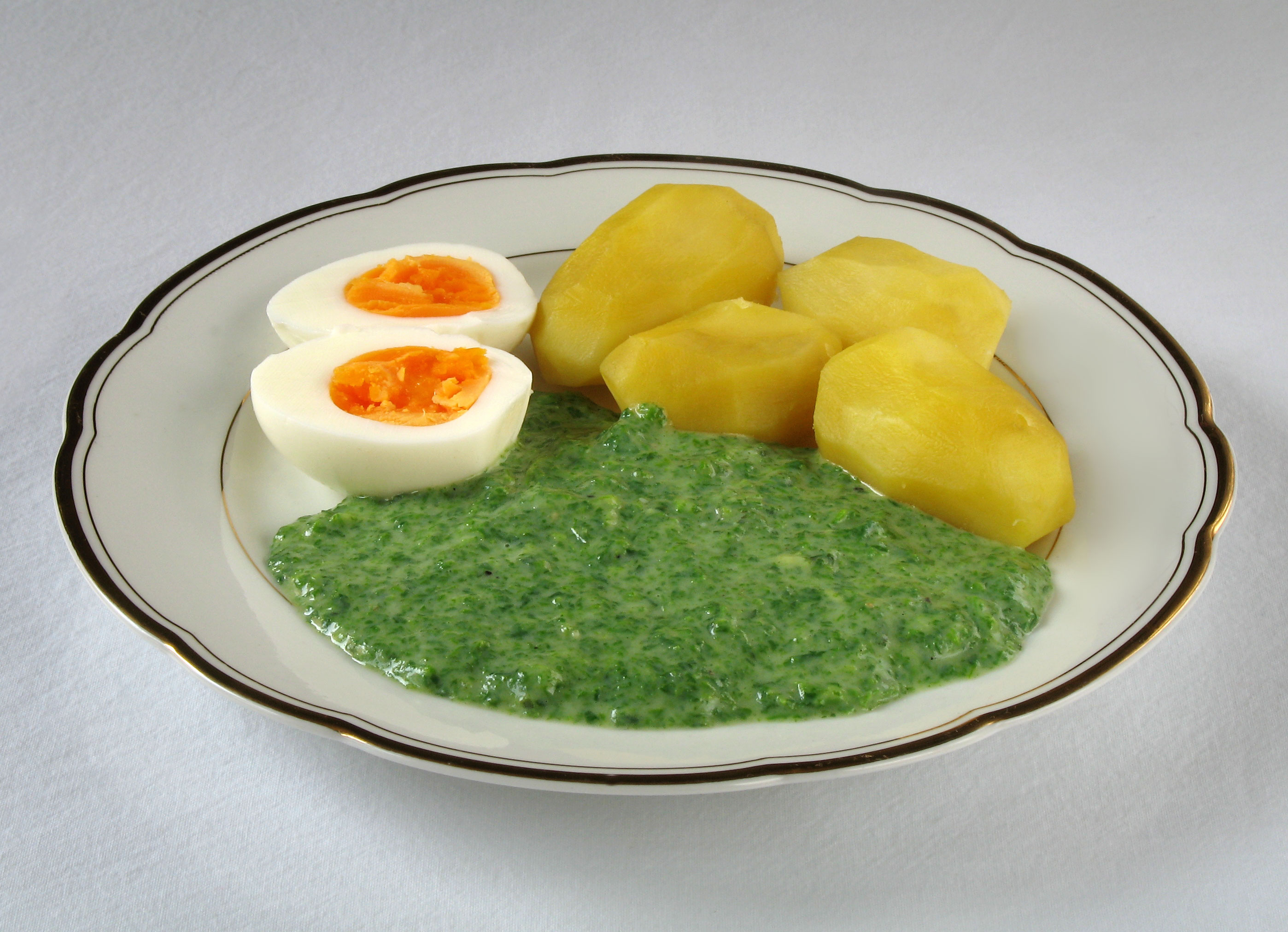
Gerecht met grote brandnetel

Jonge brandnetelstengels van de grote brandnetel kunnen worden gegeten als een groente, wat bereidingswijze en smaak betreft vergelijkbaar met spinazie.
Vroeger werden boter, vis en vlees in brandnetelbladeren verpakt om ze langer fris te houden. Het blijkt dat stoffen in grote brandnetel bacteriegroei tegengaan. Een Friese specialiteit is brandnetelkaas.

### Geneeskunde
De bovenste bloeiende stengel met bladeren met niet meer dan 10% stengelaandeel van twee niet in Nederland voorkomende soorten, is gedroogd te gebruiken als geneeskrachtig kruid en heeft een iets bittere smaak. Voor dit doel wordt hoofdzakelijk in het wild verzameld in Bulgarije, Hongarije, Rusland, voormalig Joegoslavië en Albanië. De planten bevatten circa 1−2% flavonoïden, speciaal glycoside en rutinoside van quercetine, isorhamnetine en kamferolie, maar ook isorhamnetine-3-O-neohesperidoside. In kleinere concentraties verschillende alifatische organische zuren, maar ook hydroxycumarine scopoletine. Alleen in de grote brandnetel komt 0,03–1,6% caffeoyl appelzuur voor.

### Lichaamsverzorging
Bladeren en stengels geweekt in water geven een geur die uitstekend geschikt is voor de bestrijding van luizen. Grote brandnetels worden ook in haarwater gebruikt. Brandnetelspiritus wordt gebruikt voor behandeling van de hoofdhuid en haren tegen roos en vet haar.

### In de tuin
Brandnetelgier is een middel dat gebruikt kan worden ter bestrijding van allerlei soorten luis en rupsen.

### Textielindustrie

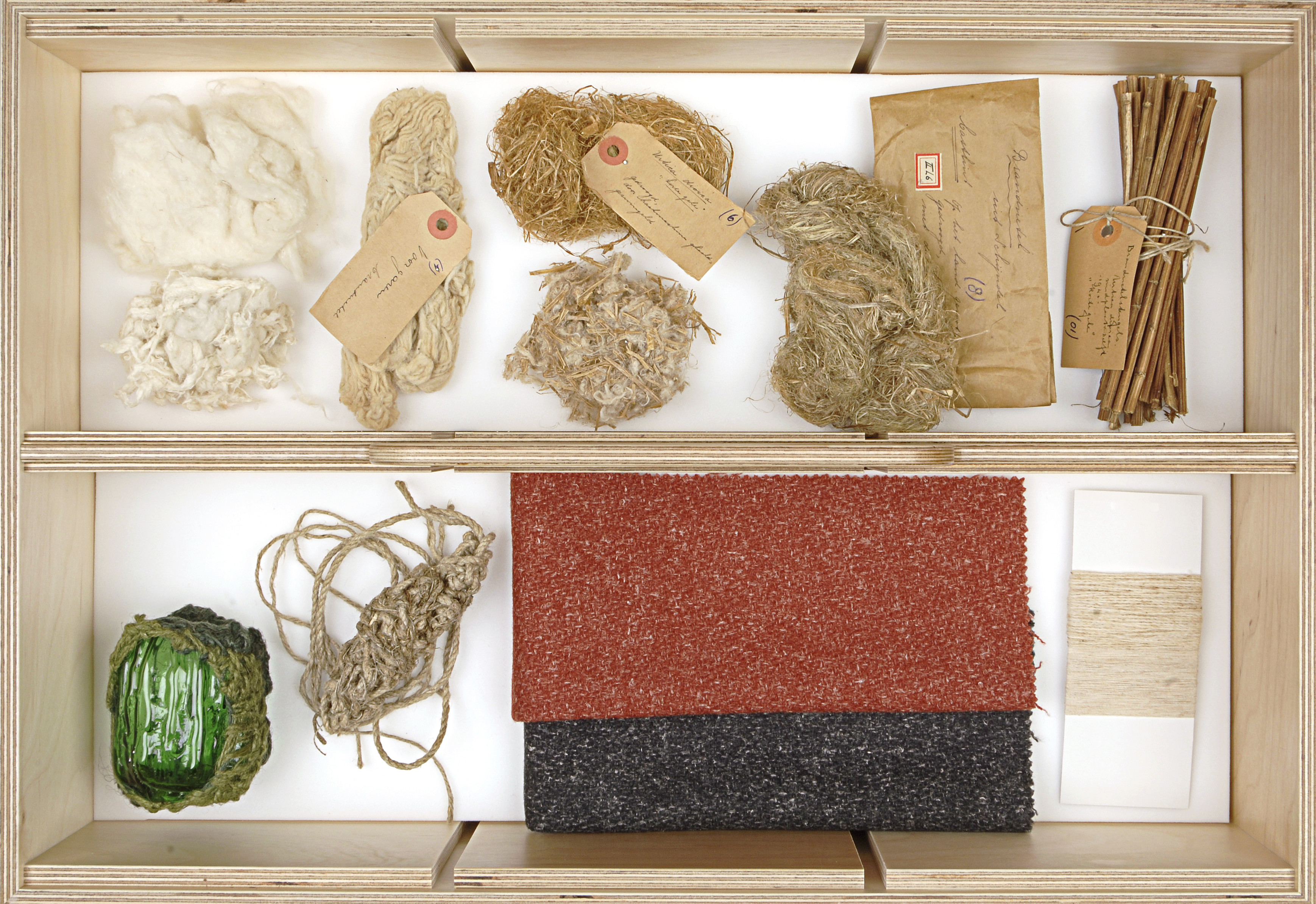
Brandnetelvezel, divers stadia van bewerking, stalen en garen van Netl, sieraad met brandnetelvezel, lade Textielwarenkast, TextielMuseum Tilburg

Lange tijd werd de grote brandnetel voor het verven van wol gebruikt. Na voorbehandeling met aluin kon wol wasgeel worden geverfd. Na voorbehandeling met zink en nabehandeling met koper en in een ammoniakbad kreeg wol een intense grauwgroene kleur.
Uit de stengel van de grote brandnetel worden vezels gewonnen en verwerkt tot neteldoek. Ook wordt er tegenwoordig op kleine schaal voor in de mode van brandnetels stof geproduceerd.
Modelabel Brennels had in de provincie Flevoland eigen brandnetelplantages en ontwikkelde daar een productieproces voor het losweken van de hoogwaardige vezels. Het netelgaren wordt gemengd met katoen. De brandnetelvezel is van nature een holle vezel wat een isolerende werking geeft bij het dragen. Brandnetelvezel is 30–50% lichter en ook sterker dan die van katoen.

### Overig gebruik
De plant werd ook gebruikt voor de productie van papier.

### Urticatie
Het verhaal gaat dat de Romeinen die in koude streken gelegerd waren hun ledematen soms warm wreven met brandnetels. In de Middeleeuwen maakten de monniken kleine zweepjes van grote-brandnetelstengels en sloegen hun lichaam ermee als boetedoening.

### Gebruiken in het Amazonegebied
In het Amazonegebied wordt de grote brandnetel gezien als helende plant. Wanneer een lid van de stam een infectie oploopt wordt deze bedekt met verschillende brandnetels. Hier hangt ook een religie aan vast. In het oude gesproken Quechua wordt deze plant uitgesproken als "brenshumie", hetgeen betekent "god van de prikkels". Deze prikkels zetten de pijn die door de ontsteking is ontstaan om in de pijn die ietwat vriendelijker aanvoelt.

## Afbeeldingen

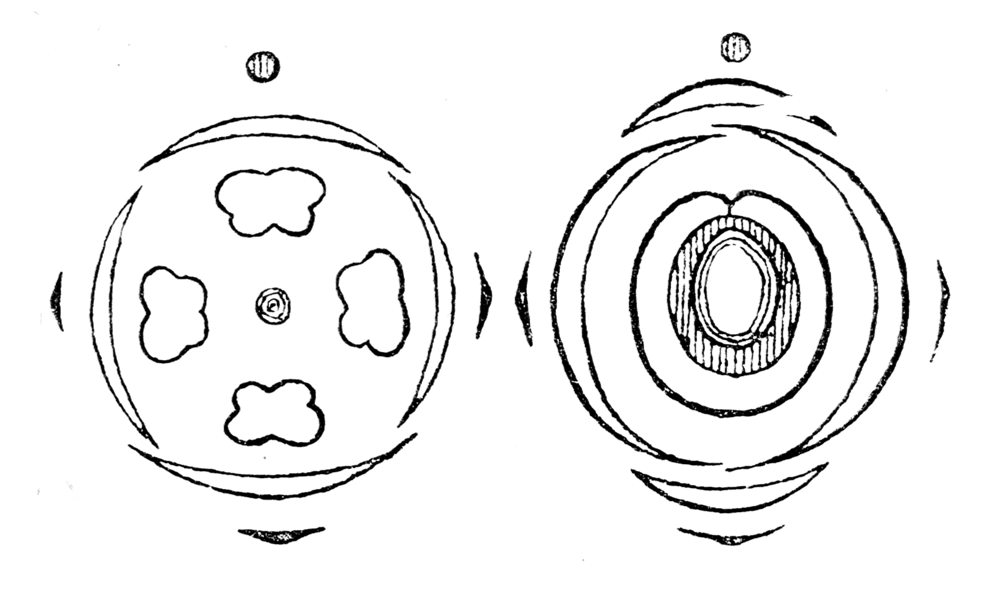
Bloemdiagram mannelijke bloem (links) en vrouwelijke bloem
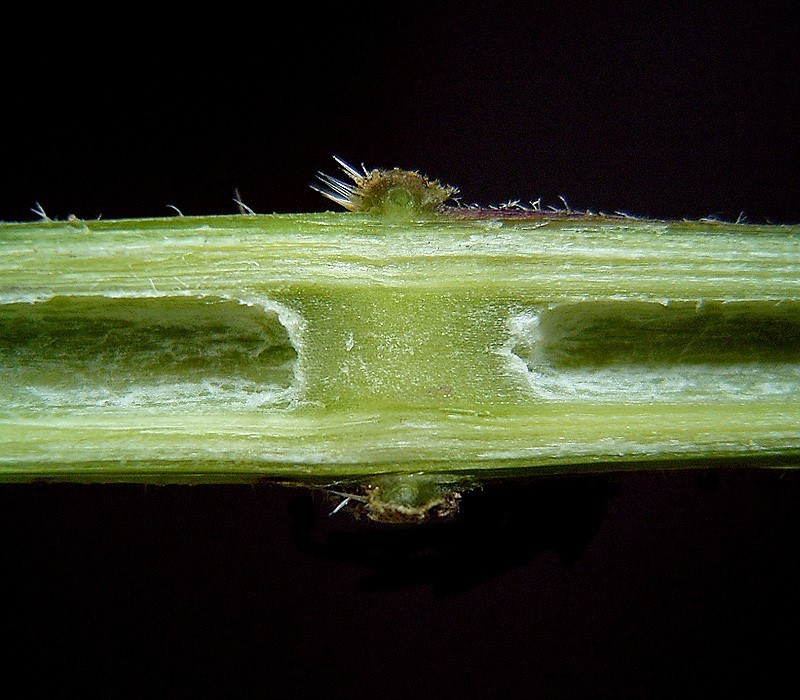
Lengtedoorsnede stengel
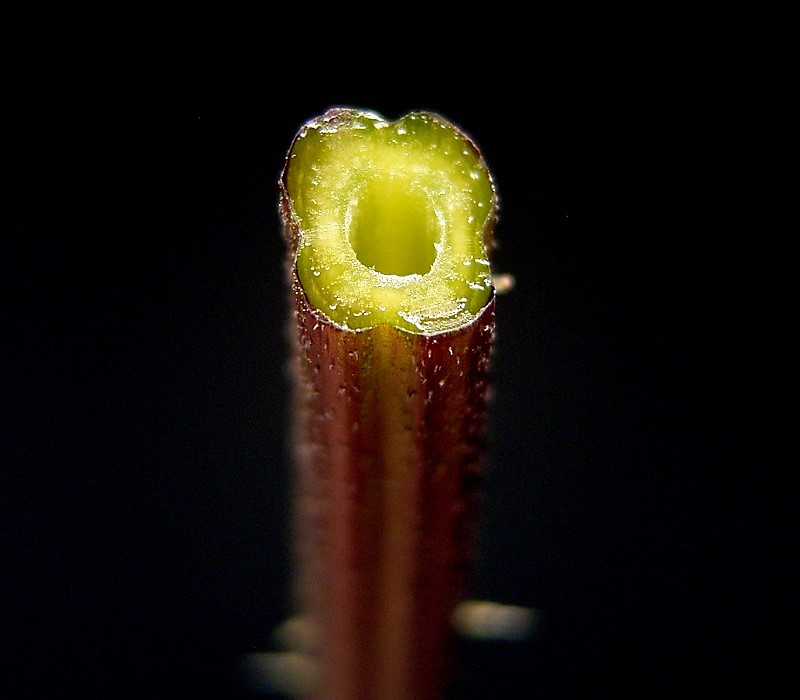
Dwarsdoorsnede stengel
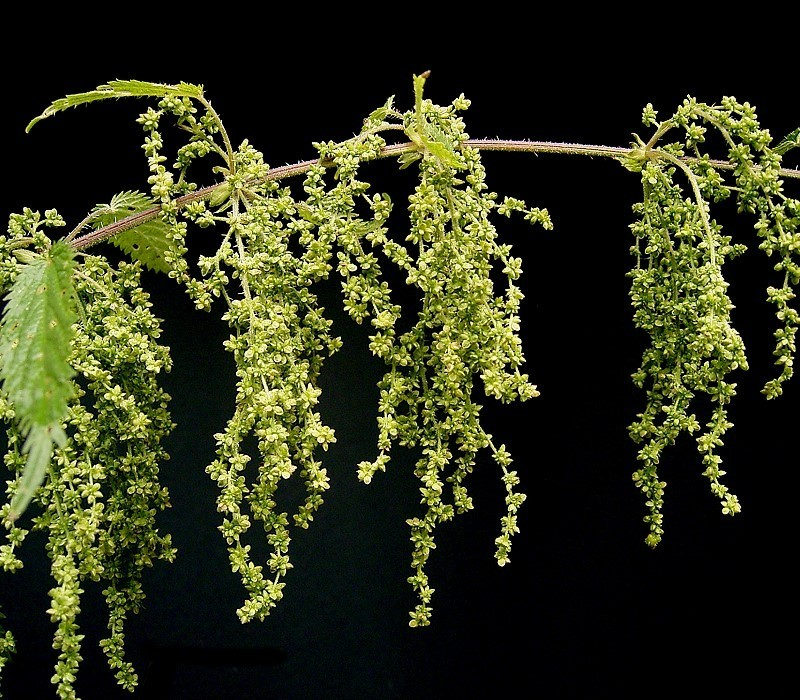
Vruchten
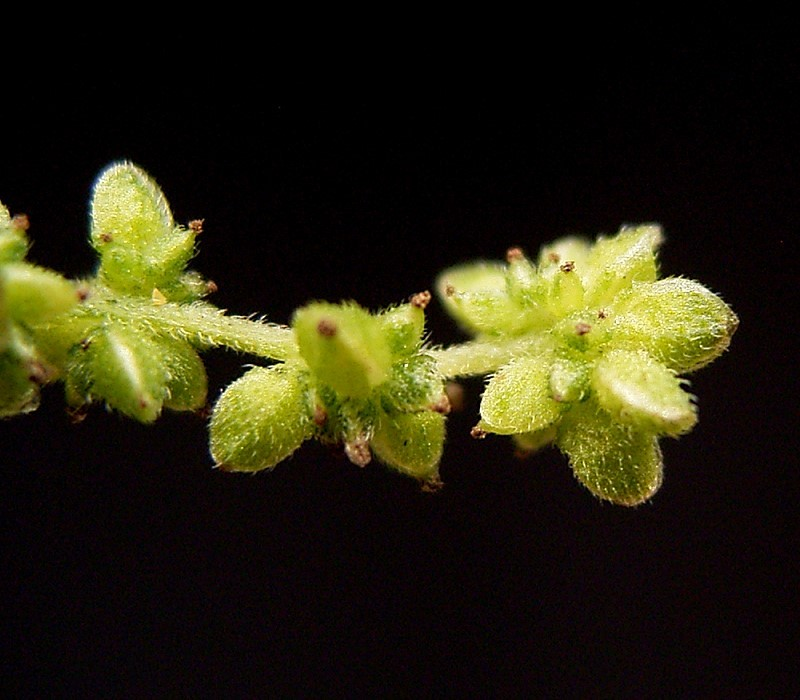
Detail vruchten
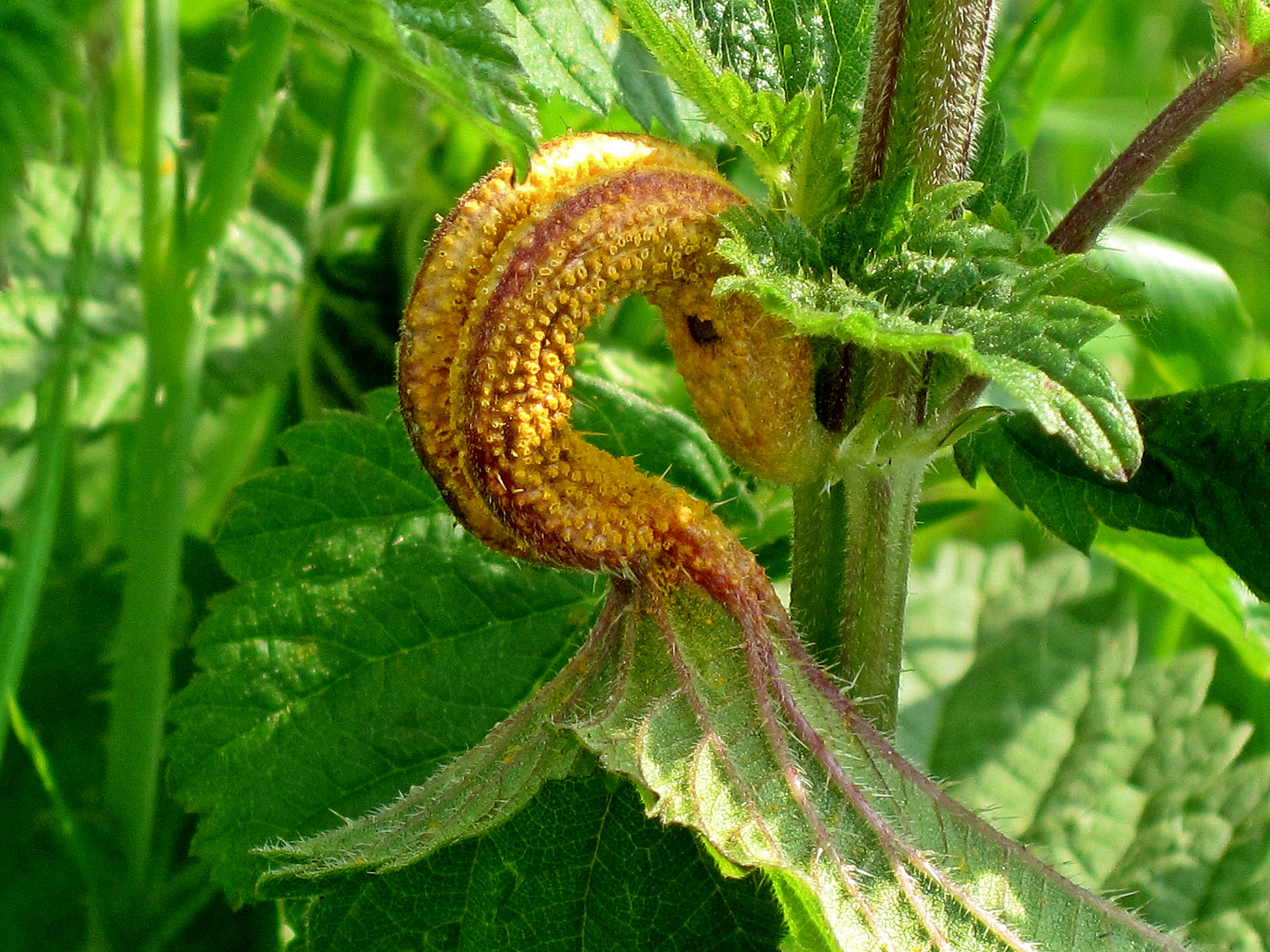
Brandnetelroest
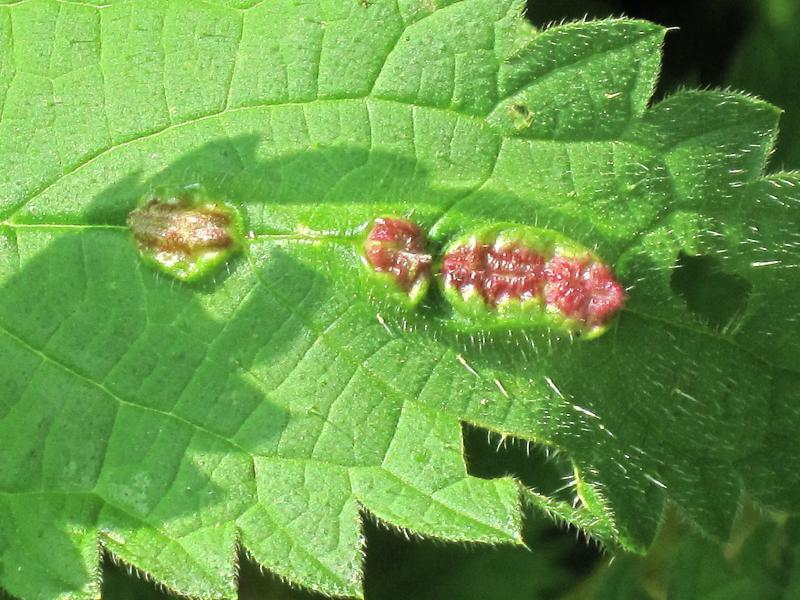
Gallen van brandnetelbladgalmug